# فرهاد اینجو
فرهاد اینجو (انجو یا اونجو) (به کردی: Ferhat Encü) سیاستمدار اهل ترکیه و عضو پارلمان به عنوان نماینده شهر شرناق در دوره‌های ۲۵ و ۲۶ بوده‌است.
وی فرزند عبدالله و هلیم اینجو است و زبان کردی را به خوبی می‌داند. او پس از آن که ۱۱ تن از اقوامش، من‌جمله برادرش سرهات، در کشتار روبوسکی کشته شدند، وارد سیاست شد.
او بارها دستگیر و زندانی شده‌است و حتی با دیگر نمایندگان در پارلمان درگیری فیزیکی داشته.

## سخن رانی در آنکارا
او یک بار در سخنرانی خود در پارلمان، به تمسخر تاریخ ترک‌ها پرداخته و کردها، ارمنیان و یونانیان را صاحبان اصلی آناتولی و ساکنین قدیمی آن دانست و گفت «آنگاه که کردها در کردستان بودند، ترک‌ها در مغولستان با اسب‌هایشان سرگرم بودند». وی در طول این سخنرانی با اعتراضات دیگر نمایندگان و تهدید به مرگ توسط آن‌ها روبرو بود.

## متن کامل نطق آتشین او در مجلس ترکیه
من صحبت‌های ام را کوتاه و در چند مورد می‌گویم. عده ای از شما ترک‌ها ما را قاتل خطاب می‌کنید ولی چه کسی قاتل مردم هست و قاتله؟ اون شما ترک‌ها هستید. این‌جا هم شما با درشت گویی رفتار می‌کنید. اما حقیقت این است که شما فقط گنده گویی می‌کنید و هیچی نیستید. به عنوان یک کرد، تاریخ شاهد من است. من به عنوان یک کرد در سرزمین ام کردستان زندگی می‌کنم (نه ترکیه). زمانی که شما ترک‌ها مشغول گاوچرانی و راندن اسب‌ها در مغولستان بودید ما کردها این‌جا بودیم. این‌جا نه سرزمین شما ترک هاست نه سرزمین آک پارتی (حزب اردوغان). این سرزمین از شما کهن تر است و متعلق به مردم واقعی آن است. یونانی‌ها و ارمنی‌های گرامی این‌جا بودن. ما کردها هنوز این‌جا هستیم. نه تانک‌ها و نه ادوات نظامی شما نمی‌توانند ما را حذف کنند. (نمایندگان ترک: ما شهرت را ویران می‌کنیم). شما می‌توانید ویران کنید ما بهترش را دوباره خواهیم ساخت. شما ترک‌ها هیچی نیستید. ما در اسلوپی از شما بدترش را به زانو درآوردیم. بمب هاتون رو بندازید. بچه‌های ما را بکشید. مردم بی گناه را بکشید. اما نمی‌توانید ما را به خاطر کرد بودنمان در روبوسکی به قتل برسانید. سرتاسر کردستان یا چیزی که شما نام جعلی ترکیه بر آن گذاشته‌اید، انسان‌هایی بدتر از شماها به خود دیده‌است و ما آن‌ها را شکست دادیم. من بد و بیراه نمی‌گویم. حقیقت برای من مهم‌تر از زندگی است. ما کردها همیشه کرد خواهیم بود چه قبل از این که شما ترک‌ها این‌جا بیایید و چه زمانی که این‌جا را ترک خواهید کرد. شما ترک‌ها سرزمین ما کردها، یونانی‌ها و ارمنی‌ها را دزدیده‌اید. تاریخ شاهد من است. چه چیزی از شما ترک‌ها برمیاد؟ این‌جا من در برابر صدها نفر از شما هستم. چه غلطی از شما برمیاد؟ من را بکشید ولی من باز حقیقت را خواهم گفت. (نمایندگان ترک: تو کرد کثیف باید بمیری). همین‌طور که شما ترک‌ها مثل سگ واق واق می‌کنید من محکم همین‌جا ایستادم. بیایید رو در رو باشیم. شما ترک‌ها فقط گله ای زرنگ هستید ولی به تنهایی بزدل و ترسو هستید. جوانان کرد به ارتش تان نشان دادند. سربازان و پلیس‌های ترک نمی‌توانند در خیابان‌های کرد گشت زنی کنند. سربازهاتون از جوانان کرد فرار می‌کنند. مثل همین الان، شما فقط دهن دارید و با هم درشت گویی می‌کنید اما رو در رو هیچی نیستید. من یک نفر کرد به تنهایی در برابر همه شما ترک‌ها هستم. فکر می‌کنید با کشتن ما می‌توانید ما را نابود کنید ولی این فقط ما را قوی تر می‌کند. شما من را تروریست خطاب می‌کنید من که در برابر اشغال گری شما ترک‌ها، برای آزادی ملت کرد مبارزه می‌کنم. من کسی هستم که هزاران سال در این کشور زندگی می‌کنم و شماها آمدید و آن را اشغال کردید. من برای آزادی مردم خودم می‌جنگم و برای آزادی بقیه ملت‌های در بند ترکیه. من با مرگ و گلوله با شجاعت رو در رو می‌شوم برای آزادی میلیون‌ها کرد دیگر. اشغال گری‌های شما دوام نخواهد آورد، هیچ اشغال گری برای همیشه دوام نخواهد آورد و آزادی در پایان همیشه پیروز خواهد شد.
برخی از نمایندگان ترک مجلس ترکیه در طی این نطق ۶ دقیقه ای بارها او را تهدید به شلیک، مرگ و مجازات کردند و بعضی گفتند این کرد را از این‌جا بیرون کنید. رئیس مجلس هم گفت شما دارید از تروریست‌ها دفاع می‌کنید و با اشاره به کتاب قانون ترکیه او را دوبار به ترتیب به ۵ و ۱۰ سال زندان تهدید کرد و خطاب به نمایندگان معترض گفت او تنهاست و جای نگرانی نیست.